# Acanthagrion minutum
Acanthagrion minutum – gatunek ważki z rodziny łątkowatych (Coenagrionidae). Występuje  w  Ameryce Południowej.